# USS Franklin (CV-13)
«Франклин» (англ. USS Franklin (CV/CVA/CVS-13, AVT-8)), также известный как «Большой Бен» (англ. «Big Ben») — американский авианосец типа «Эссекс» времён Второй мировой войны. Назван в честь Бенджамина Франклина, одного из отцов-основателей США. Это 5 корабль ВМС США, носивший данное имя.

## Строительство
7 декабря 1942 года заложен на верфи Newport News Shipbuilding. Спущен на воду 14 октября 1943 года.

## Служба
Вступил в строй 31 января 1944 года. Участвовал в боевых действиях против Японии на Тихоокеанском театре военных действий, получив 4 боевых звезды.
Был тяжело поврежден японской авиацией 19 марта 1945 года во время действий против побережья Японии. Согласно подсчетам историка-исследователя «Франклина» Джозефа А. Спрингера, общее число жертв составило 807 убитых и более 487 раненых. «Франклин» получил самый серьезный урон и потерпел самые большие потери, понесённые любым авианосцем США, пережившим Вторую мировую войну. 
После аварийного ремонта в Пёрл-Харборе, своим ходом через Панамский канал ушёл на ремонт в Нью-Йорк, так как все верфи Западного побережья США были загружены. Был восстановлен.
«Франклин» - один из двух авианосцев типа «Эссекс» (второй - повреждённый камикадзе «Банкер Хилл»), который не проходил модернизации, и, после Второй мировой войны и окончания восстановительного ремонта, так и не возвратился в состав действующего флота.
С 17 февраля 1947 года выведен в резерв. 1 октября 1952 года переклассифицирован в CVA-13. 8 августа 1953 года переклассифицирован в CVS-13. 15 мая 1959 года переклассифицирован во вспомогательный авиатранспорт ATV-8.
Исключен из списков флота 10 октября 1964 года и в 1966 году продан на слом.